# محمد بن الحنفية
محمد بن علي بن أبي طالب الهاشمي القرشي أمه خولة بنت جعفر الحنفية فينسب إليها تمييزاً عن أخويه الحسن والحسين، ولد في خلافة عمر بن الخطاب سنة إحدى وعشرين للهجرة، وهو أحد الأبطال الأشداء، كان ورعاً واسع العلم ثقة له عدة أحاديث في الصحيحين.
كان قائداً كبيراً من قادة المعارك التي خاضها علي بن أبي طالب في الجمل وصفين حيث حمل الراية وأبلى بلاءً حسناً وكان أبوه يعتمد عليه كثيراً في هذه الحروب رغم صغر سنه. لذا ساعدت هذه المرحلة كثيراً على صقل شخصيته.
وقيل لمحمّد ابن الحنفية ذات مرّة: لِمَ يغرر بك أبوك في الحرب، ولا يغرر بالحسن والحسين؟ فقال: إنّهما عيناه، وأنا يمينه، فهو يدفع عن عينيه بيمينه.
1 محرّم 81 هـ، واختلف المؤرّخون في مكان دفنه، فمنهم مَن قال: دُفن بين مكة والمدينة، ومنهم مَن قال: دُفن في الطائف، ومنهم مَن قال: دُفن في مقبرة البقيع.

## نسبه
- هو:  محمد بن علي بن أبي طالب بن عبد المطلب بن هاشم بن عبد مناف بن قصي بن كلاب بن مرة بن كعب بن لؤي بن غالب بن فهر بن مالك بن قريش بن كنانة بن خزيمة بن مدركة بن إلياس بن مضر بن نزار بن معد بن عدنان.
- أمه: خولة بنت جعفر بن قيس بن سلمة بن ثعلبة بن يربوع بن ثعلبة بن الدؤل بن حنيفة بن لجيم بن صعب بن علي بن بكر بن وائل بن قاسط بن هنب بن أفصى بن دعمي بن جديلة بن أسد بن ربيعة بن نزار بن معد بن عدنان.

## ولادته وأُسرته
وُلد محمّد سنة 21 هجريّة، وزوجته أمّ عون بنت محمّد بن جعفر الطيّار الهاشميّة، ويُقال لها أم جعفر، وهي تروي عن جدّتها أسماء بنت عُمَيس.
أمّا أبناؤه: فقد ذكرت المصادر أنّه كان له من الأبناء ثلاثة عشر، هم: جعفر الأكبر، وبه كان يكنى، وأبو هاشم عبد الله، وجعفر الأصغر، وعون، وعلي الاكبر، إبراهيم، والقاسم، وعبد الرحمن، والحسن، وحمزة، وعلي الأصغر، وعبيد الله. والمعقب منهم واحد، وهو جعفر الأصغر

## خصاله
ذكر ابن سعد في طبقاته: أنّ محمّد ابن الحنفيّة كان أحدَ أبطال الإسلام ؛ فقد كان له نصيبٌ من الشجاعة. وذكر ابنُ خلّكان أنّه كان ورعاً واسِع العلم.
وقد استُثير بقول بعضهم: لِمَ كان أبوك يزِجّ بك في المعارك، بينما يضنّ بالحسن والحسين (أي يُؤخّرهما حرصاً عليهما) ؟! فأجاب على الفور: كان الحسنُ والحسين عينَي أبي ، وكنتُ يَدَيه، والمرءُ يَفي عينيه بيدَيه.
ويروي ابن كثير أنّ ملك الروم بعث إلى معاوية برجلَينِ من جيشه، يزعم أنّ أحدهم أقوى الروم والآخر أطول الروم، فلمّا اجتمع الناس قال معاوية: مَن لهذا القوي ؟ فجِيء بمحمّد ابن الحنفيّة فغلبه بأنّ أقامه ورفعه في الهواء ثمّ ألقاه على الأرض، فسُرّ بذلك معاوية.
وأمّا علمه، فقد عاش في بيت الوحي والرسالة ، فتلقّى مِن المعارف ما ارتقى بها سُلّماً عجزَ غيره عن بلوغه، كما بلغ من الجلال ما جعل المؤرّخين والرجاليّين يُعرّفون به، حتّى:
• جاء في (أخبار السيد الحِمْيرَيّ للمرزبانيّ ص 164) أنّ محمّد ابن الحنفيّة كان أحدَ رجال الدهر في العلم والزهد والعبادة والشجاعة، وهو أفضلُ وُلْد عليّ بن أبي طالب بعد الحسن والحسين .
• وكتب الشيخ المفيد في (وقعة الجمل 179): لا بِدْعَ في ابن حيدرةَ إذا كانت له مواقف محمودة في الجَمل وصفّين والنهروان، وكانت الراية معه، فأبلى بلاءً حسَناً سجّله له التاريخ وشكره له الإسلام. وخطبتُه التي ارتجلها يوم صفّين في مدح أبية ، وهو واقف بين الصفَّين، تشهد له بالفصاحة والبلاغة على أتمّ معانيها، فهو جليل القدر عظيم المنزلة.
• وفي (منهاج الكرامة ص 175) قال العلاّمة الحلّي: كان محمّد ابن الحنفيّة فاضلاً عالماً.
• فيما كتب الشهرستانيّ في (الملل والنِّحل 133:1): محمّد ابن الحنفيّة، كثير العلم غزير المعرفة

## مع النبيّ محمد
لم يُدرك محمّدُ بن الحنفيّة النبي محمد إلاّ أنّه كان متعلّقاً به تعلّقاً شديداً، وقد سمع مِن أبيه علي بن أبي طالب كثيراً عنه، فروى جملةً من الأحاديث النبويّة الشريفة
ورُوي عنه شيء من أحداث يوم فتح مكّة.. قال حبيب بن أبي ثابت: حدّثني منذر الثوريّ قال: قال محمّد ابن الحنفيّة: لمّا أتى الرسولُ ﷺ القومَ مِن أعلى الوادي ومِن أسفله، وملأ الأودية كتائب، استسلموا.. حتّى وجدوا أعواناً.

## مع علي بن أبي طالب
عاش جُلَّ عصره مع أبيه علي وارتوى مِن عذب سيرته، وكان المطيعَ لأمرِ والده وفي خدمته.
وقد بعثه علي إلى الكوفة برفقه محمّد بن أبي بكر، وكان على الكوفة أبو موسى الأشعري
ولمّا عاد أعطاه علي الرايةَ في حرب الجمل، وأوصاه قائلاً له: تَزول الجبالُ ولا تَزُل، عَضَّ على ناجذِك، أعِرِ اللهَ جُمجمتَك، تِدْ في الأرض قدمَك (أي ثَبّتْها)، إرمِ ببصرِك أقصى القوم، وغُضَّ بصَرَك، واعلمْ أنّ النصر مِن عندِ الله سبحانه،
وكان على ميمنة جيش علي مالك الأشتر، وعلى ميسرته عمّار ابن ياسر، وأعطى الراية ابنَه محمّد ابن الحنفيّة، وسار حتّى وقف موقفًا، وكان عُمْر ابن الحنفيّة يومذاك عشرين سنة.
وبعد إعطاء علي الرايةَ لولده محمّد قال له: يا بُنيّ، هذه رايةٌ لا تُرَدّ قطّ.. وهي راية رسول الله صلّى الله عليه وآله، قال محمّد: فأخذتُها والريح تهبّ عليها، فأردتُ أن أمشيَ بها، فقال علي: قِفْ يا بُنيَّ حتّى آمرك. ثمّ نادى عليه السّلام:
أيّها الناس، لا تقتلوا مُدبِراً، ولا تُجْهِزوا على جريح، ولا تكشفوا عورة، ولا تَهيجوا امرأة، ولا تُمثّلوا بقتيل.. فبينما هو يوصي قومَه إذ أظلّهم نَبْلُ القوم، فقُتل رجلٌ من أصحاب علي، فلمّا رآه قتيلاً قال: اللّهمّ اشهَدْ. ثمّ قال محمد: فقال لي أمير المؤمنين : رايتك يا بُنيَّ قَدِّمْها..
وتنقل المصادر أنّ عليا لمّا دعا بدرعه ولَبِسَه، حتّى إذا وقع مِن بطنه أمر ابنَه محمّدَ ابن الحنفيّة أن يحزمها بعمامته، ثمّ انتضى سيفه فهزّه وقد تدرّع بدرع محمد.
ويروي الواقدي: لمّا صفّ عليّ بن أبي طالب عنه صفوفه، أطال الوقوفَ والناس ينتظرون أمرَه، فاشتد عليهم فصاحوا: حتّى متى ؟! فصفق بإحدى يديه على الأخرى ثمّ قال: عبادَ الله لا تَعجَلوا؛ فإنّي كنت أرى رسولَ الله صلّى الله عليه وآله يَستحبّ أن يَحمِل إذا هَبَّت الريح.
فأمهل حتّى كان الزوال، وصلّى ركعتين ثمّ قال: ادعوا ابني محمّداً.
فدُعيَ له محمّد، فوقف بين يديه ودعا بالراية فنُصبت، فحَمِد اللهَ وأثنى عليه، وقال: أمّا هذه الراية لم تُردّ قطّ، ولا تُردّ أبداً، وإنّي واضعها اليوم في أهلها. ودفعها إلى ولده محمّد، وقال له: تَقَدّمْ يا بُنيّ. فلمّا رآه القوم قد أقبل والراية بين يديه، فتضعضعوا، فما هو إلاّ أن الناس نظروا إلى عزّة أمير المؤمنين.
وكانت المعركة الحاسمة، وفيها أبلى محمّد ابن الحنفيّة بلاءً حسَناً، وقد أخذ منها دروساً وعِبراً كبرى.
وفي صِفّين.. استعدّ محمّد ابن الحنفيّة لمواجهة عسكر معاوية بن أبي سفيان، وقبل أن يتحرّك نحو القوم أوصاه والده أمير المؤمنين عنه بقوله: يا بُنيّ.. إمشِ نحو هذه الراية مَشْياً وَئيداً على هيئتك، حتّى إذا شُرِعت في صدورهم الأسنّة فأمسِكْ.. حتّى يأتيَك رأيي.
يقول سُلَيم بن قيس: ففعل، وذلك بعد أن ثارت على الأمير عصابة عددها أربعة آلاف من معسكر معاوية، فأعدَّ مِثْلَهم، ثمّ دنا محمّد وأشرع الرماحَ في صدورهم، فأمر الإمامُ عليٌّ عنه الذي كان أعدَّهم أن يحملوا معهم، فشدّوا عليهم، ونهض محمّد ابن الحنفيّة ومَن معه في وجوههم، فأزالوهم عن مواقفهم، وقَتَلوا عامّتَهم.
وكان محمّد في لَهوَات الحرب، وعُرِف بجرأته في الدفاع عن أبيه علي بن أبي طالب

## رواياته
روى محمّد ابن الحنفيّة أنّ رسول الله صلّى الله عليه وآله وصحبه بعث عليّاً رضي الله عنه في غزوة بدر أن يأتيه بالماء حين سكت أصحابه عن إيراده، فلما أتى القَليب فملأها جاءت ريحٌ فأهرقت الماء، وهكذا في الثالثة، فلما كانت الرابعة ملأها فأتى النبيَّ صلّى الله عليه وآله، فقال له: أمّا الريحُ الأُولى فجبريل في ألفٍ من الملائكة سَلَّموا عليك، والريح الثانية ميكائيلُ في ألفٍ من الملائكة سَلّموا عليك، والريح الثالثة إسرافيلُ في ألفٍ من الملائكة سَلَّموا عليك.
وروى الزمخشري أنّ ابن الحنفيّة قال: كان أبي يدعو قنبراً باللّيل، فيُحمّله دقيقاً وتمراً، فيمضي به إلى أبياتٍ قد عَرَفها، ولا يُطْلِع عليها أحداً، فقلت له: يا أبَ، ما يمنعُك أن تدفع إليه نهاراً ؟ فقال: يا بُنيّ، إنّ صدقة السرّ تُطفئ غضَبَ الربّ (24).

## الفراق المرير
وإلى آخر اللحظات، كان محمّد بن الحنفية مع أبيه علي بن أبي طالب وفي كَنَفه وإلى جنبه، حتّى روي أنّه اشترك في غُسل والده بعد مقتله، وشارك في تجهيزه بعد أن كان الحسن بن علي يغسله والحسين بن علي يصبّ عليه الماء، وكان علي بن أبي طالب لا يحتاج إلى مَن يقلّبه، فقد كان يتقلّب كما يريد الغاسل يميناً وشمالاً، وكانت رائحته أطيبَ من المسك والعنبر.
وورث محمد أباه في علمه، وقد دفعا أخواه الحسن والحسين إليه تلك الصحيفة فما استطاع فتحَها، لكنّه علمَ منها شيئاً فأخبر ابن عبّاس بالأمر.
وكان من وصايا أبيه إليه:
ـ يا بُنيّ، إنّي أخاف عليك الفَقْر، فاستَعِذْ بالله منه؛ فإنّ الفقر منقصّةٌ للدِّين (أي عند أغلب الناس إذ لا يتحمّلونه)، مَدْهَشةٌ للعقل، داعيةٌ للمَقت.
ـ إيّاك والاتّكال على الأمانيّ.
• وأوصاه علي بوصيّةً خاصّة بأخوَيه الحسن والحسين فقال له: أُوصيك بتوقير أخَوَيك؛ لعِظَم حقِّهِما عليك، ولا تُوثِقْ أمراً دونَهما (أو تقطع أمراً دونهما).
كما أوصى ولديه الحسنَ والحسين بأخيهما محمّد ابن الحنفيّة فقال لهما: أُوصيكما به؛ فإنّه أخوكما وابن أبيكما، وقد كان أبوكما يُحبّه.

## مع الحسن بن علي
بعد مقتل أبيه علي بن إبي طالب لازَمَ ابنُ الحنفيّة أخاه الحسن ، ملتزماً بمحبّته وولايته والدفاع عنه وعن إمامته، والاستماع إلى وصاياه. حتّى إذا اشتكى الحسن السمَّ وعَلِم بقُرب أجَله، أرسل إلى أخيه محمّد ابن الحنفيّة، فجاء من فوره وكان في بستانٍ له، فدخل عليه وجلس عن يساره؛ إذ كان الحسين عن يمينه، فقال الحسن ـ بعد أن فتح عينيه ـ للحسين : يا أخي، أُوصيك بمحمّدٍ أخيك خيراً؛ فإنه جِلدةُ ما بين العينَين. ثمّ قال: يا محمّد، وأنا أُوصيك بالحسين، كانِفْه ووازِرْه (31).
وعندما حضرته الوفاة قال لأخيه محمّد: يا محمّد بن عليّ، أمَا علمتَ أنّ الحسين بن عليّ بعد وفاة نفسي ومفارقة روحي جسمي، إمامٌ مِن بعدي... يا أخي، إنّ هذه آخر ثلاث مرّاتٍ سُقيتُ السمّ ولم أُسقَه مِثْلَ مرّتي هذه، وأنا ميّتٌ مِن يومي (32).
حتّى إذا استُشهد أخوه الحسن المجتبى تأثّر تأثّراً شديداً ورثاه، وكان ممّا رثاه به قوله:
سـأبكـيك مـا ناحَتْ حمـامـةُ أيكـةٍ		وما آخضَرّ في دَوحِ الحجازِ قضيبُ (33)
ثمّ شارك أخاه الحسين في إدخال الحسن المجتبى في قبره (34)، ووقف على شفير القبر وقد خنقته العَبرة فقال:
رَحِمَك اللهُ يا أبا محمّد، فلئن عَزَّتْ حياتُك، فلقد هَدَّتْ وفاتُك، ولَنِعمَ الروحُ روحٌ ضمّه بدنُك، ولَنِعمَ البدنُ بدنٌ ضمّه كفَنُك.. وكيف لا يكون ذلك وأنت بقيّةُ وُلْد الأنبياء، وسليلُ الهدى وخامسُ أصحاب الكساء، وغَذَتْك أكُفُّ الحقّ ورُبّيتَ في حِجْر الإسلام، فطِبْت حيّاً وطِبْتَ ميّتاً، وإنْ كانت أنفسُنا غيرَ طيّبةٍ بفراقك.. (35)و دفن في البقيع (36).

## مع الحسين بن علي
وعايش أخاه الحسين أخاً وإماماً في جميع ما جرى بعد الحسن، وكان يقول: إنّ الحسين أعلَمُنا عِلماً، وأثقَلُنا حِلْماً، وأقرَبُنا مِن رسول الله صلّى الله عليه وآله رَحِماً، وكان إماماً فقيهاً (37).
وبقيَ محمّد ابن الحنفيّة يترقّب الوقائع وقد طغى بنو أُميّة ولم يكن ليتحرّك إلاّ بأمر إمامه الحسين .. قال ابن سعد: في عهد الحسين، كان أهلُ الكوفة يكتبون إلى الحسين يَدْعُونه إلى الخروج إليهم في زمن معاوية بن أبي سفيان ، فكان يأبى ذلك، فقَدِم منهم قومٌ إلى محمّد ابن الحنفيّة يطلبون منه أن يخرج معهم، فأبى وجاء إلى الحسين يُخبره بما عرضوا عليه، فأجابه: إنّ القوم إنّما يريدون أن يأكلوا منّا، ويُشيطوا دماءنا (38).
وبقي ابن الحنفيّة على ارتباطٍ ولائيّ واعتقاديّ بإمامه الحسين، إلاّ أنّ خروج الحسين إلى كربلاء هزّ كيانه، فانتابه القلق والأسف معاً، إذ لم يكن قادراً على الخروج معه، وتحيّر إذ رأى إمامَه مأموراً مِن قبل رسول الله صلّى الله عليه وآله في رؤيا رآها أن يخرج مع أهل بيته إلى كربلاء (39).
وما كان من ابن الحنفيّة إلاّ أن قال لأخيه الحسين عليه السّلام: إنّي ـ والله ـ لَيَحزُنُني فراقُك، وما أقعَدَني عن المسير معك إلاّ لأجل ما أجِده من المرض الشديد.. فواللهِ ـ يا أخي ـ ما أقدر أن أقبضَ على قائم سيف، ولا كعبِ رمح، فواللهِ لا فَرِحتُ بعدك أبدًا!
ثمّ بكى بكاءً شديداً حتّى غُشيَ عليه، فلمّا أفاق من غشيته قال: يا أخي، أستَودِعُك اللهَ مِن شهيدٍ مظلوم! وودّعه الإمامُ الحسين مُيّمماً نحو مكّة (40).
ولمّا بلغَه سَيرُ الإمام الحسين مِن مكّة نحو كربلاء ـ وكان يتوضّأ ـ بكى وجَرَت دموعه في الطَّست، ثمّ نادى: واحُسينا، واخليفةَ الماضين، وثُمالةَ الباقين.إلاّ أنّ قلوبهم لم تَتَحمّلْ أن تفارقَه، أو تسمع بشهادته، فأخذوا يَرجُونه الانصرافَ عن مسيره، حتّى إذا بيّن لهم سيّدُ الشهداء حقائق الأمر سلّموا وقالوا له: اللهُ ورسولُه وابن رسوله أعلم (41).
والكلّ كان مرتقباً خائفاً أن يسمع أنّ مصيبةً قد أحاطت بالحسين وأهل بيته الكرام، أو أن فاجعة حلّت بهم.. وجاءت الأخبار قاتلةً لولا أن ربط اللهُ على القلوب، لقد جاء نعيّ الإمام الحسين يقلب المدينةَ بكاءً ونياحةً وعويلًا، والكلُّ مذهول لا يريد أن يصدّق هذا النبأَ الرهيب.. ومنهم محمّد ابن الحنفيّة، حتّى إذا استسلم لحقيقة الواقعة العظمى قال: أنا واللهِ كنتُ أتوقّع ما أصابه، فعند الله نحتسبه، ونسأله الأجر وحسن الخَلَف. ثمّ أخذ يبكي بكاءً شديداً (42).
وبقيت تلك الحسرة تعيش في قلب محمّد ابن الحنفيّة أنّه لم يَرحَلْ إلى كربلاء فيواسي أخاه الحسين ويُقتَل بين يديه.. يقول الشيخ المفيد: عدم حضوره في مشهد الطفّ: إمّا لأنّ الحسين أذِن له بالبقاء ليكون عَيناً له، كما ورد ذلك في المقتل لمحمّد ابن أبي طالب الحائريّ، أو للمرض كما يراه العلاّمة الحلّي. واعترافه بإمامة السجّاد عليّ بن الحسين يَدُلّ على حُسن رأيه، ومعذوريّتِه في التأخّر.. (43).

## مع القرآن
• قال الإمام محمد الباقر : كان محمّد ابن الحنفية يقول: « الصَّمَد » القائم بنفسه، الغنيُّ عن غيره (48).
• وقد نقل معنىً منبسطاً عن أبيه علي حول معنى الصمد يطول بيانه.. (49)
• وفي تفسير الآية القرآنية: فأذَّنَ مؤذّنٌ بينهم أنْ لَعنةُ الله على الظالمين، روى الحاكم الحسكانيّ بإسناده عن محمّد ابن الحنفيّة، عن عليٍّ أنّه قال: أنا ذلك المؤذّن (50).
• وروى عن أبيه في ظلّ الآية القائلة: إنّا عَرَضْنا الأمانةَ علَى السَّماواتِ والأرضِ والجبالِ فأبَيْنَ أن يَحملنَها وأشفَقْنَ منها، وحَمَلَها الإنسانُ إنّه كان ظَلُوماً جَهُولاً، أنّه قال: عرَضَ الله أمانتي [ أي إمامته وولايته ] على السماوات السبع بالثواب والعقاب، فقلن: ربَّنا لا نحملها بالثواب والعقاب، ولكن نحملُها بلا ثوابٍ ولا عقاب...
وإنّ الله عرض أمانتي على الأرض، فكلُّ بقعةٍ آمنت بولايتي وأمانتي جعَلَها اللهُ طيّبةً مباركةً زكيّة، وجعَلَ نباتَها وثمرها حُلْواً عَذْباً، وجعل ماءها زلالاً... ثمّ قال: وحَمَلَها الإنسان يعني أمّتُك يا محمّد ولايةَ أمير المؤمنين وإمامته بما فيها من الثواب والعقاب، وإنّه كان ظَلوماً لنفسه، جَهُولًا لأمر ربّه، مَن لم يُؤدِّها بحقِّها فهو ظلومٌ غَشُوم (51).
• وفي الآية: ورَجُلاً سَلَماً لرجل، روى المنذر الثوريّ عن ابن الحنفيّة عن أبيه أنّه قال: أنا ذلك الرجلُ السَّلَمُ لرسول الله صلّى الله عليه وآله (52).
• وفي ظلّ الآية: اللهُ يَستهزئُ بهم بيّن ابن الحنفيّة أنّ هؤلاء ـ وهم من بني أُميّة ـ قالوا: إنّما نحن مستهزئون بعليّ بن أبي طالب، فجائت هذه الآية، وهي تعني: يُجازيهم في الآخرة جزاءَ استهزائهم بعلي (53).
• وروى عن أبيه علي قولَه: كنتُ عاهَدتُ الله ورسولَه صلّى الله عليه وآله: أنا وعمّي حمزة وأخي جعفر وابن عمّي عُبيدة بن الحارث، على أمرٍ وَفَينا به لله ولرسوله، فتقدَّمني أصحابي وخُلِفتُ بعدَهم لِما أراد اللهُ عزّوجلّ، فأنزلَ اللهُ سبحانَه فينا: مِنَ المؤمنينَ رِجالٌ صَدَقُوا ما عاهَدوا اللهَ عليه، فمِنهُم مَن قضى نَحْبَه حمزة وجعفر وعبيدة ومنهم مَن ينتظرُ وما بَدَّلوا تبديلاً، أنا المنتظِر وما بَدَّلتُ تبديلاً (54).
• وروى ابن حجر (55) عن الحافظ السلقي، عن محمد ابن الحنفيّة أنّه قال في تفسيره هذه الآية: إنّ الذين آمَنُوا وعَمِلوا الصالحاتِ سيجعلُ لَهمُ الرحمنُ وُدّاً : لا يبقى مؤمنٌ إلاّ وفي قلبه وُدٌّ لعليٍّ وأهلِ بيته (56).
• وفي الآية: يس قال: محمّد صلّى الله عليه وآله (57).
• وفي الآية: وهم يَنْهَون عنه قال ابن الحنفيّة: هم كفّار مكّة، كانوا يدفعون الناسَ عنه (أي عن النبيّ محمد) ولا يُجيبونه (58).

## مع الحديث الشريف
• روى ابن الحنفيّة عن أبيه عليّ بن أبي طالب خبرَ النبي محمد: المهديّ منّا أهلَ البيت، يُصلحه الله في ليلة ـ أو قال: في يومين (59).
• وروى محمد الباقر عن محمّد ابن الحنفية عن عليٍّ بن أبي طالب ، أنّ النبي محمد قال:
أشفَعُ لأُمّتي حتّى ينادي ربّي: رِضِيتَ يا محمّد ؟ فأقول: رَضِيتُ (60).
• وعن محمّد بن بِشْر الهَمْدانيّ قال: سمعتُ محمّدَ ابن الحنفيّة يقول: حدّثني أبي : أنّ رسول الله صلّى الله عليه وآله يوم القيامة آخِذٌ بحُجزةِ الله، ونحن آخِذون بحجزةِ نبيّنا، وشيعتنا آخِذُون بحُجزتنا. قلت: يا أمير المؤمنين، وما الحُجْزة ؟ قال:
اللهُ أعظمُ مِن أن يُوصفَ بالحُجْزة أو غيرِ ذلك، ولكنّ رسول الله صلّى الله عليه وآله آخِذٌ بأمرِ الله، ونحن ـ آلَ محمّدٍ ـ آخِذونَ بأمر نبيّنا، وشيعتنا آخِذون بأمرنا (61).
• وروى محمّد ابن الحنفيّة عن أبيه في قضية عبد الرحمن بن مُلجَم يوم أُتيَ به أسيراً، فقال علي عنه : إنّه أسير فأحسِنوا إليه وأكرموا مَثْواه، فإنْ بقيتُ قَتَلتُ أو عَفَوتُ.. فإن متُّ فاقتلوه كما قتلني، ولا تعتدوا إنّه لا يحبُّ المعتدين (62).

### رواية عن النبي محمد
رأى عمر بن الخطاب وروى عنه، وروى عن أبيه علي، وأبي هريرة، وعثمان، وعمار بن ياسر وغيرهم، قال إبراهيم بن الجنيد: لا نعلم أحداً أسند عن علي أكثر ولا أصح مما أسند ابن الحنفية.
حدث عنه بنوه عبد الله والحسن وإبراهيم وعون، وسالم بن أبي الجعد، ومنذر الثوري، ومحمد الباقر، وعبد الله بن محمد بن عقيل، وعمرو بن دينار، وءاخرون.
وقال أحمد في المسند: حدثنا وكيع، حدثنا مطر، حدثنا منذر، حدثنا محمد ابن الحنفية عن أبيه علي قال: قلت: «يا رسولَ الله أرأيَت إن ولد لي بعدك ولد أسميه باسمك وأكنيه بكنيتك؟ قال: نعم»، وأخرجه كذلك أبو داود والترمذي في السنن وقال: حديث صحيح.
قال الزهري: فكانت رخصة من رسول الله صلى الله عليه وأله لعلي.
فإن قيل: فقد روي «يولد لك ابن قد نحلته اسمي وكنيتي».
قال سبط ابن الجوزي: حدثتنا رواة أحمد في المسند ولم يتكلم فيه أحد وإنما الحديث الذي رواه، أخرجه مشايخنا عن القزاز عن الخطيب ولفظه عن علي قال: قال لي رسول الله صلى الله عليه: «يولد لك ولد قد نحلته اسمي وكنيتي» في إسناده الحسن بن بشير أحاديثه منكرة، أما الحديث الذي رويناه فلا مطعن فيه.

## موقفه من معاوية
ولما آل الأمر إلى معاوية بن أبي سفيان، بايعه محمد بن الحنفية على السمع والطاعة في المنشط والمكره، رغبةً في رأب الصدع، واستشعر معاوية صدق هذه البيعة، واطمأن إلى صاحبها.

## وفاته
ذكر المؤرّخون أنّ وفاة محمّد ابن الحنفيّة كانت سنة 81 هجريّة (63)، وقيل: سنة 67 هجريّة (64)، وقيل: سنة 87 هجريّة توفي في الطائف ودفن بالقرب من قبر ابن عباس رضي الله عنه.